# Cyangugu
Cyangugu ist eine Stadt im Südwesten von Ruanda innerhalb des Distrikts Rusizi in der Westprovinz. Die Stadt liegt am südlichen Ende des Kiwusees, direkt an der Grenze zur Demokratischen Republik Kongo, etwa 200 Kilometer südöstlich der Hauptstadt Kigali und hat etwa 59.000 Einwohner. Die nächstgrößte Stadt ist Bukavu in der DR Kongo.

## Geschichte
Seit der Gebietsreform vom 1. Januar 2006 gehört Cyangugu zur Westprovinz und ist das Verwaltungszentrum des Distrikts Cyangugu. Die Westprovinz entstand 2006 aus der Zusammenlegung der Provinzen Gisenyi und Kibuye, Teilen der Provinz Ruhengeri sowie der Provinz Cyangugu, deren Hauptstadt Cyangugu bis dahin gewesen war.

## Bevölkerung
| Jahr | Einwohner |
| ---- | --------- |
| 1978 | 7.201     |
| 1991 | 9.693     |
| 2012 | 27.416    |
| 2022 | 43.866    |

## Religion
Cyangugu ist Sitz des im November 1981 gegründeten Bistums Cyangugu, eine der neun römisch-katholischen Diözesen Ruandas.

## Verkehr

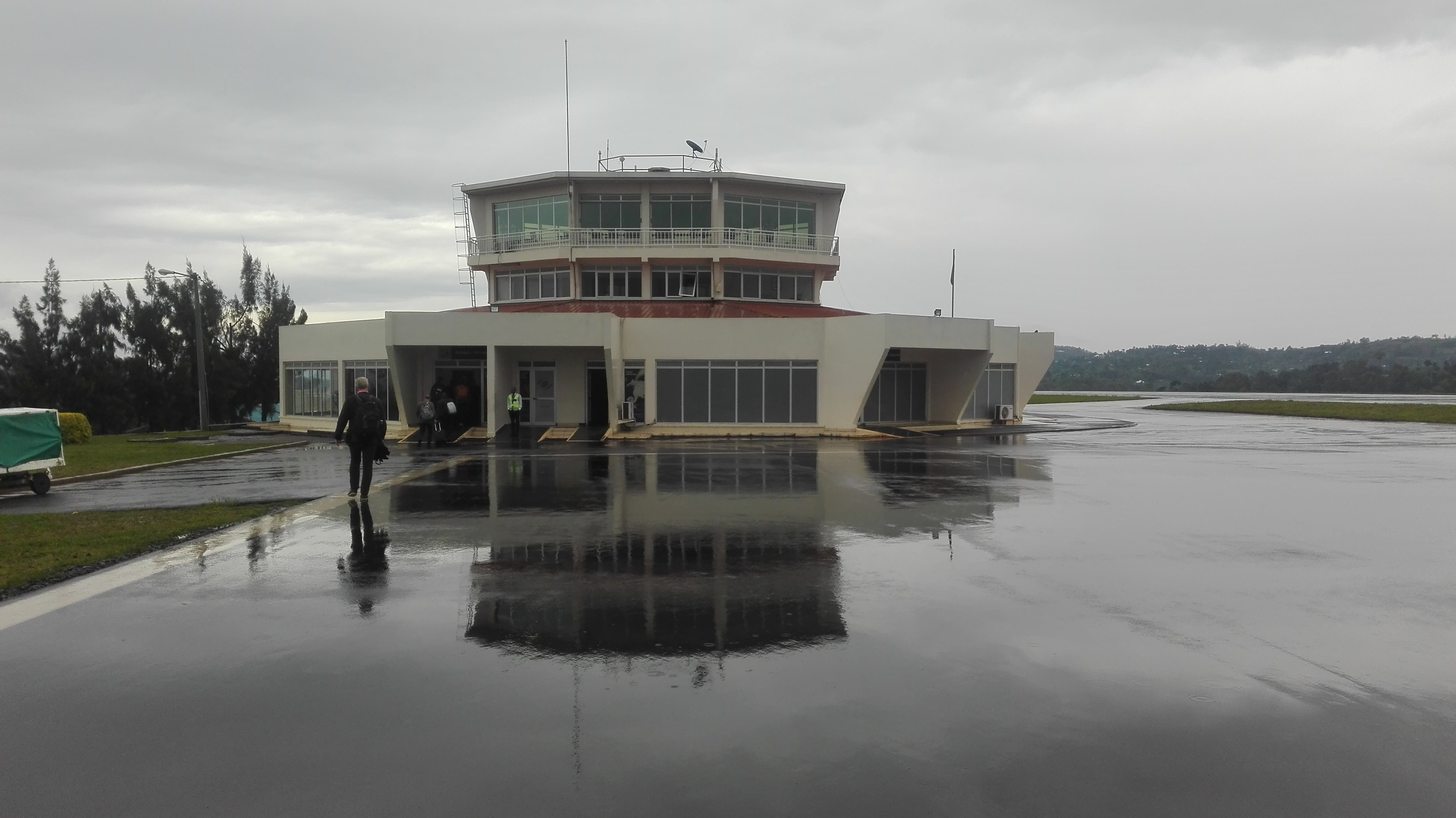
Flughafen Kamembe (2017)

Durch Cyangugu verläuft die Nationalstraße 11, die weiter Richtung Nordosten am Kiwusee entlang durch die Westprovinz führt. Auf der Nordseite der Stadt liegt zudem der Flughafen Kamembe. Im Süden führt die Brücke Pont Ruzizi I über den vom Kiwusee abfließenden Ruzizi in die Demokratische Republik Kongo.

## Persönlichkeiten
- Kigeri V. (1936–2016), der letzte König des Königreichs Ruanda